# Postura cifo-lordotica
La postura cifo-lordotica o cifotica, in inglese Kyphosis-lordosis posture o Kyphotic posture, è una deformazione posturale della colonna vertebrale.

## Definizione
Le caratteristiche principali della postura cifo-lordotica sono l'incremento della curva cifotica (cifosi) e l'incremento della curva lordotica lombare (lordosi lombare), bacino anteroverso (ruotato anteriormente), e la testa protesa in avanti (Forward head posture), connessa con l'accentuazione della lordosi cervicale. La protensione della testa verso avanti (comune anche nelle altre deformazioni quali flat back e sway back) risulta in un'iperestensione della colonna cervicale superiore, una flessione della colonna cervicale inferiore, e una flessione della spina toracica superiore. Ulteriori difetti posturali associati possono includere scapole abdotte, spalle anteroverse o protese in avanti, una leggera flessione delle anche, e ginocchia iperestese (genu recurvatum) oppure flesse. Questa tendenza della gamba ad esercitare una pressione indietro, causa una leggera flessione plantare dell'articolazione della caviglia. I legamenti longitudinali anteriori sono allungati, e lo spazio posteriore tra i dischi è ristretto creando una compressione discale e irritazione sinoviale.
Dal punto di vista muscolare, nella postura cifo-lordotica i flessori dell'anca monoarticolari, gli estensori cervicali, gli abduttori delle scapole, e gli estensori lombari appaiono accorciati e ipertonici. Al contrario, i flessori del collo, gli adduttori delle scapole, gli erettori spinali, gli obliqui esterni, e gli ischio-crurali, appaiono deboli e allungati. Uno squilibrio muscolare di tale entità espone maggiormente al rischio di infortuni in tutte le articolazioni coinvolte.

### Cifo-lordotica: ipercifosi e iperlordosi
Spesso la cifo-lordotica viene denominata anche come postura ipercifotica o cifotica, perché la condizione di ipercifosi crea di conseguenza una situazione di compensazione enfatizzando le due lordosi. Tuttavia la cifo-lordotica viene dissociata dalla postura iperlordotica o militare (iperlordosi lombare), in cui la sola curva fisiologica alterata è appunto quella lombare. Esiste un'ulteriore controversia nella definizione dell'ipercifotica, in quanto l'ipercifosi viene riscontrata anche nella postura sway back, la quale però presenta alcune caratteristiche opposte rispetto alla cifo-lordotica. Si può dire in conclusione che, sebbene la postura ipercifotica sia in genere associata alla cifo-lordotica, in realtà l'ipercifosi caratterizza anche la postura sway back.

### Cifo-lordotica e Sway back
La postura cifo-lordotica può essere spesso confusa con la postura sway back, perché la posizione anteriore della regione pelvica-lombare in quest'ultima può far sembrare un aumento della lordosi, ma queste posture possono essere facilmente distinte controllando l'allineamento dei malleoli, del grande trocantere e della testa omerale. Cifo-lordotica e sway back appaiono simili a causa della curva concava nella zona posteriore. Alla vista possono sembrare molto simili perché entrambe condividono l'ipercifosi e la testa protea in avanti, seppure con una conformazione diversa. Tuttavia, osservando meglio è evidente che nella postura cifo-lordotica la colonna lombare è concava, mentre nella sway back la zona lombare bassa è in realtà appiattita. Nella postura sway back la curva concava della colonna vertebrale è molto più alta, al livello della zona toracica inferiore. Dunque cifo-lordotica e sway back differiscono soprattutto in base alla condizione inversa della bassa schiena: la prima presenta essenzialmente iperlordosi, bacino anteroverso, e anche leggermente flesse; la seconda presenta ipolordosi, bacino retroverso e anche iperestese, ma come menzionato precedentemente, condividono lo stato di ipercifosi.

## Caratteristiche

### Fisiologiche
- collo e testa protesi in avanti;
- lordosi cervicale superiore iperestesa (ipelordosi cervicale);
- lordosi cervicale inferiore flessa;
- accentuazione della cifosi (ipercifosi);
- scapole abdotte;
- accentuazione della lordosi lombare (iperlordosi lombare);
- bacino anteroverso;
- anche leggermente flesse;
- ginocchia iperestese o semiflesse;

### Muscolari

#### Muscoli accorciati/ipertonici
- estensori del collo;
- abduttori delle scapole (gran pettorale, piccolo pettorale, gran dentato);
- flessori dell'anca (soprattutto grande e piccolo psoas);

#### Muscoli allungati/ipotonici
- flessori del collo (sternocleidomastoideo, scaleno medio, scaleno anteriore);
- adduttori delle scapole (trapezio, romboidi)
- estensori della colonna;
- retto addominale;
- obliqui esterni;
- estensori dell'anca biarticolari (ischio-crurali);

## Programma di correzione
- aumentare la mobilità delle anche, specialmente in estensione;
- allungare i flessori dell'anca (soprattutto l'ileo-psoas);
- tonificare il grande gluteo;
- tonificare e accorciare gli ischio-crurali;
- tonificare e accorciare gli adduttori delle scapole (trapezio mediale, romboidi);

La postura cifo-lordotica condivide alcune caratteristiche con la postura sway back, cioè lo stato di ipercifosi e iperlordosi cervicale. Le differenze principali nelle due posture stanno nel fatto che nella prima, la curva lordotica lombare è accentuata (iperlordosi) e il bacino è anteroverso, mentre nella seconda la zona bassa della curva lombare è piatta (ipolordosi), il bacino è retroverso, e l'accentuazione della curva interessa la zona bassa della curva toracica. In un programma di allenamento fisico mirato al miglioramento della deformazione posturale in questione, sarà necessario agire tonificando e accorciando alcuni muscoli, e rilassando e allungandone altri al fine di equilibrare la condizione fisiologica. Esaminando la serie di gruppi muscolari ipertonici e accorciati, si dovrà procedere in questo caso con uno stretching degli estensori del collo, degli antepositori delle spalle/abduttori delle scapole (gran pettorale, piccolo pettorale, gran dentato), degli estensori lombari (quadrato dei lombi). Per quanto riguarda invece i gruppi muscolari ipotonici e allungati, sarà necessario svolgere un programma mirato di tonificazione e accorciamento. Tra questi si citano i flessori del collo, i muscoli dell'alta schiena (adduttori delle scapole), gli extrarotatori delle braccia (infraspinato, piccolo rotondo) e gli ischio-crurali.
Poiché anche i muscoli che necessitano di essere allungati richiedono un programma di tonificazione, anche se generalmente meno intenso e frequente, si dovrà considerare l'importante "Legge della plasticità muscolare" (o "Legge Borelli Weber Fick"), la quale sostiene che: "La lunghezza delle fibre è proporzionale all'accorciamento ottenuto dalla loro contrazione, e questo è circa uguale alla metà della lunghezza delle fibre".

Le 4 possibili modalità di esecuzione di un movimento muscolare sono:
- Allungamento completo e contrazione completa: aumenta la parte contrattile e diminuisce quella tendinea, permettendo al muscolo di mantenere la sua lunghezza e aumentare la velocità;
- Allungamento completo e contrazione incompleta: aumenta la parte tendinea e diminuisce quella contrattile, per aumentare la lunghezza del muscolo ma ridurne la velocità;
- Allungamento incompleto e contrazione completa: la lunghezza del muscolo diminuisce;
- Allungamento incompleto e contrazione incompleta: la lunghezza del muscolo diminuisce;

In base a questa legge pare chiaro che i muscoli che necessitano di essere allungati dovranno essere allenati in massimo allungamento e in contrazione incompleta, mentre quelli che devono essere accorciati, dovranno essere allenati in massima contrazione, e allungamento incompleto. Pertanto la traiettoria articolare (Range of motion, ROM) dei relativi esercizi dovrà essere modificata in base a queste esigenze.

## Muscolatura influente sull'inclinazione pelvica
Secondo Kendall et al. (2005), l'anteroversione del bacino può essere il risultato di una combinazione tra muscolatura addominale anteriore debole (ipotonica), flessori dell'anca rigidi e ipertonici (specialmente l'ileo-psoas), muscolatura della bassa schiena rigida e ipertonica, ed estensori dell'anca deboli. Una bassa schiena rigida ed estensori dell'anca deboli sono raramente considerati la principale causa, ma se notati in associazione con flessori dell'anca accorciati e debolezza della muscolatura addominale, la relativa inclinazione pelvica e l'accentuazione della lordosi tendono ad essere più accentuate. Al contrario, la retroversione del bacino associata soprattutto alla postura Flat back, si crede sia il risultato della combinazione tra muscolatura della bassa schiena ipertonica e accorciata, muscolatura addominale ipertonica, e flessori dell'anca deboli. Tuttavia, è importante notare che queste sono osservazioni cliniche con pochi studi empirici disponibili a supporto di queste conclusioni.

### Muscolatura addominale
A causa dell'attaccamento della muscolatura addominale al bacino, è evidente che quando questi muscoli vengono attivati portando ad una flessione del tronco, il bacino viene portato a ruotare posteriormente, mentre la rigidità degli erettori spinali lombari porta alla rotazione anteriore del bacino. Se gli addominali sono allungati e gli erettori spinali lombari sono accorciati, si è teorizzato che il grado di anteroversione del bacino e della lordosi lombare sarebbero maggiori del normale. Ma, nonostante sia stato provato che la funzione degli addominali di ruotare il bacino posteriormente tramite una contrazione in posizione in piedi, non esistono evidenze a riguardo della relazione tra l'abilità della muscolatura addominale di attivare una contrazione e mantenerla durante la normale posizione in piedi rilassata. Alcuni ricercatori (Walker et al, 1987) condussero uno studio per determinare le relazioni tra la lordosi lombare, l'inclinazione del bacino e l'attività addominale durante la normale posizione in piedi. Dopo l'esecuzione di alcuni test, l'équipe rivelò che non vi fosse alcuna correlazione tra la funzione della muscolatura addominale e la rotazione del bacino o la lordosi lombare come precedentemente esposto. Queste conclusioni sono state supportate da altri suti che non identificarono alcuna associazione tra la debolezza o ipotonicità della muscolatura addominale e l'anteroversione del bacino. Tuttavia, altri lavori hanno esaminato l'attività mioelettrica della muscolatura addominale durante il mantenimento della postura eretta, rivelando che questo gruppo muscolare non è attivo in questa posizione. Quindi, è possibile che le contrazioni attive della muscolatura addominale non siano responsabili del grado di inclinazione del bacino durante la normale postura eretta rialssata. In sintesi, la letteratura scientifica suggerisce che la muscolatura addominale non gioca un ruolo importante nello stabilire la postura o l'inclinazione del bacino durante la postura eretta. Questi risultati potrebbero suggerire che altri muscoli potrebbero invece avere un'influenza marcata sull'inclinazione del bacino e sulla lordosi lombare rispetto a quanto ci si aspettava in passato.

### Gruppo muscolare dei flessori dell'anca
Il gruppo dei muscoli flessori dell'anca ha ricevuto molta attenzione riguardo alla sua influenza sull'inclinazione del bacino. Per decenni i flessori dell'anca rigidi e accorciati sono stati associati ad un aumento dell'anteroversione del bacino a causa dell'attaccamento del muscolo ileo-psoas. Tuttavia, gli studi hanno fallito nel dimostrare una significativa correlazione tra l'inclinazione del bacino in posizione eretta e la lunghezza dei muscoli flessori dell'anca. Nonostante gran parte della letteratura scientifica indichi che i flessori dell'anca non hanno un impatto significativo sull'inclinazione del bacino in posizione eretta, uno studio (Link et al., 1990) rivelò invece una significativa correlazione tra la lunghezza dei flessori dell'anca e l'anteriorizzazione del bacino se comparato all'inclinazione pelvica da seduto, quando venne comparata l'inclinazione del bacino in posizione seduta o eretta. Lo studio evidenziò che da posizione seduta, quando i flessori dell'anca subiscono un accorciamento, l'inclinazione del bacino era ridotta se comparata alla postura eretta, in cui i flessori dell'anca venivano allungati, e di conseguenza l'inclinazione del bacino in anteroversione aumentava.

### Inclinazione pelvica ed estendibilità degli ischio-crurali
A causa dell'orientamento degli ischio-crurali sulla tuberosità ischiatica del bacino, è logico supporre che la lunghezza di questi muscoli influisca sui movimenti del bacino. Tuttavia, nonostante venga suggerito da alcuni autori che gli ischio-crurali accorciati portino ad una retroversione del bacino, Diverse ricerche hanno indicato che la lunghezza di questi muscoli non influenza significativamente l'inclinazione pelvica nella posizione eretta. Mentre gran parte di questi studi si focalizzarono sull'accorciamento degli ischio-crurali, Li et al. (1990) rivelarono un leggero incremento dell'inclinazione del bacino in anteroversione come risultato di un'aumentata estendibilità degli ischio-crurali stessi; tuttavia questi guadagni non furono significativi. Toppenberg e Bullock conclusero che le maggiori condizioni in grado di predire la lordosi è l'aumento della lunghezza degli addominali, degli erettori spinali e degli ischio-crurali, tuttavia non venne trovata alcuna correlazione tra la lunghezza di un singolo gruppo muscolare tra quelli citati e il grado di inclinazione del bacino. Infatti Toppenberg e Bullock riportarono che gli ischio-crurali accorciati erano associati ad un maggiore grado di inclinazione della colonna vertebrale, il che contrasta con l'ipotesi che gli ischio-crurali siano in grado di causare una retroversione del bacino e una riduzione della lordosi lombare. Gajdosik et al. (1992) esaminarono l'influenza degli ischio-crurali accorciati sull'inclinazione del bacino in posizione eretta. Comparando soggetti dalla lunghezza normale con altri dalla lunghezza ridotta, scoprirono che non ci fosse una rilevante influenza sull'inclinazione pelvica da eretti come conseguenza della lunghezza degli ischio-crurali. Anche Link et al., nonostante avessero trovato una significativa correlazione tra la lunghezza dei flessori dell'anca e l'anteroversione del bacino, non riportarono invece una rilevante correlazione tra l'estendibilità degli ischio-crurali e l'inclinazione pelvica. In sintesi, la letteratura scientifica non supporta il concetto che l'estendibilità degli ischio-crurali sia legata all'inclinazione pelvica. Mentre diversi studi hanno individuato una correlazione positiva tra i due, non è la capacità di estensione a confermarne la correlazione.

### Conclusioni
- la tonicità della muscolatura addominale non esercita un'influenza sull'inclinazione del bacino, pertanto lo stretching della muscolatura addominale non influisce sulla correzione posturale;
- alcune evidenze scientifiche riconoscono che la lunghezza dei flessori dell'anca possa contribuire ad inclinare il bacino in anteroversione;
- la lunghezza degli ischio-crurali non è risultata significativamente connessa con la retroversione del bacino, sollevando ulteriori dubbi sull'efficacia del loro allungamento o accorciamento nel processo di correzione;

## Altre posture
- Postura Sway back
- Postura lordotica
- Postura Flat back (Dorso piatto)